# Флаг Французской Полинезии
Государственный флаг Французской Полинезии — принят в 1984 году.

## Описание и символика
Флаг Французской Полинезии представляет собой прямоугольное полотнище с тремя горизонтальными полосами красного, белого и красного цветов. Ширина центральной белой полосы в два раза больше ширины красных полос. В центре белой полосы расположено изображение символа Французской Полинезии: полинезийское каноэ с красными парусами на фоне 10 солнечных лучей и 5 рядов морских волн синего и белого цветов.
На каноэ находятся стилизованные изображения пяти человечков коричневого цвета, которые символизируют пять архипелагов Французской Полинезии. Солнечные лучи символизируют жизнь. Океан символизирует богатство.

## История
Современный флаг был принят 20 ноября 1984 года на основе флага Таити, отличающегося отсутствием в центральной части флага эмблемы.
По своему статусу Французская Полинезия является заморским сообществом Франции, поэтому наряду с флагом Французской Полинезии на правительственных учреждениях и во время проведения официальных мероприятиях вывешивается также флаг Франции.

## Флаги архипелагов в составе Французской Полинезии

Флаг Островов Сообщества
Флаг островов Гамбье
Флаг Маркизских островов
Флаг Туамоту
Флаг Тубуаи